# Церква Святого Петра в Ґаліканту
Церква Святого Петра в Ґаліканту (івр. כנסיית פטרוס אין גליקנטו) — католицька церква у Єрусалимі. Побудована у 1931 році на східній стороні гори Сіон.

## Історія
- Назва церкви нагадує про епізод з Євангелія, коли апостол Петро плакав, як він відмовився від Господа Ісуса Христа тричі, перше ніж півень двічі заспівав (лат. gallus — півень, Gallicantu — крик півня) (Мк. 14:30). Візантійська церква, присвячена покаянню апостола Петра була зведена на цьому місці у 457 р. н. е..
- Була зруйнована халіфом фатимідів Аль-Хакім бі-Амр Аллахом у 1010 році.
- Каплиця була перебудована хрестоносцями у 1102 році і отримала свою нинішню назву. Після падіння Єрусалиму, церква знову була зруйнована і не відновлювалася до 1931 року.

Золотий півень виступає помітно з даху сучасної будівлі на честь своєї біблійної ролі. Це місце також вважається розташуванням палацу первосвященика Каяфи. За словами паломника з Бордо в «Itinerarium Burdigalense»: «… йдучи з силоамської купелі на гору Сіон можна було зустріти будинок першосвященика Кайяфи».
Сучасну будівлю церкви освячено у 1931 році. Купол округлої будівлі має вікно у вигляді хреста. Мозаїки в церкві показують Ісуса Христа перед Синедріоном та апостола Петра який плаче у різних ракурсах, нагадуючи про відмову його від Господа (Мт. 26:69-75, Лк. 22:56-63, Ів. 18:15-18). Особливо виділяються сходи біля церкви. За переданням по них йшов Ісус після тайної вечері на Оливкову гору. Також ці сходи вели в палац первосвященика.

## Галерея

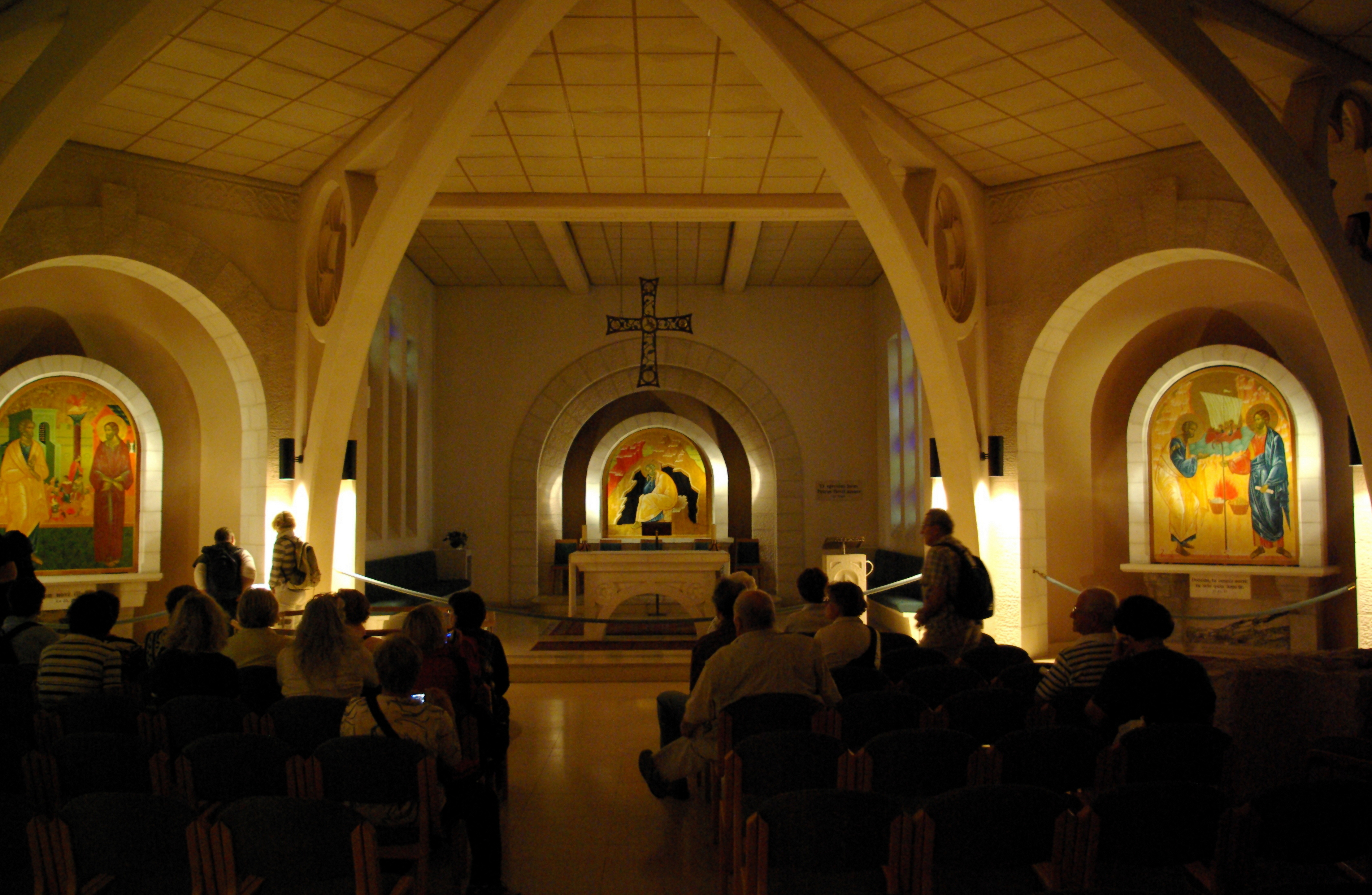
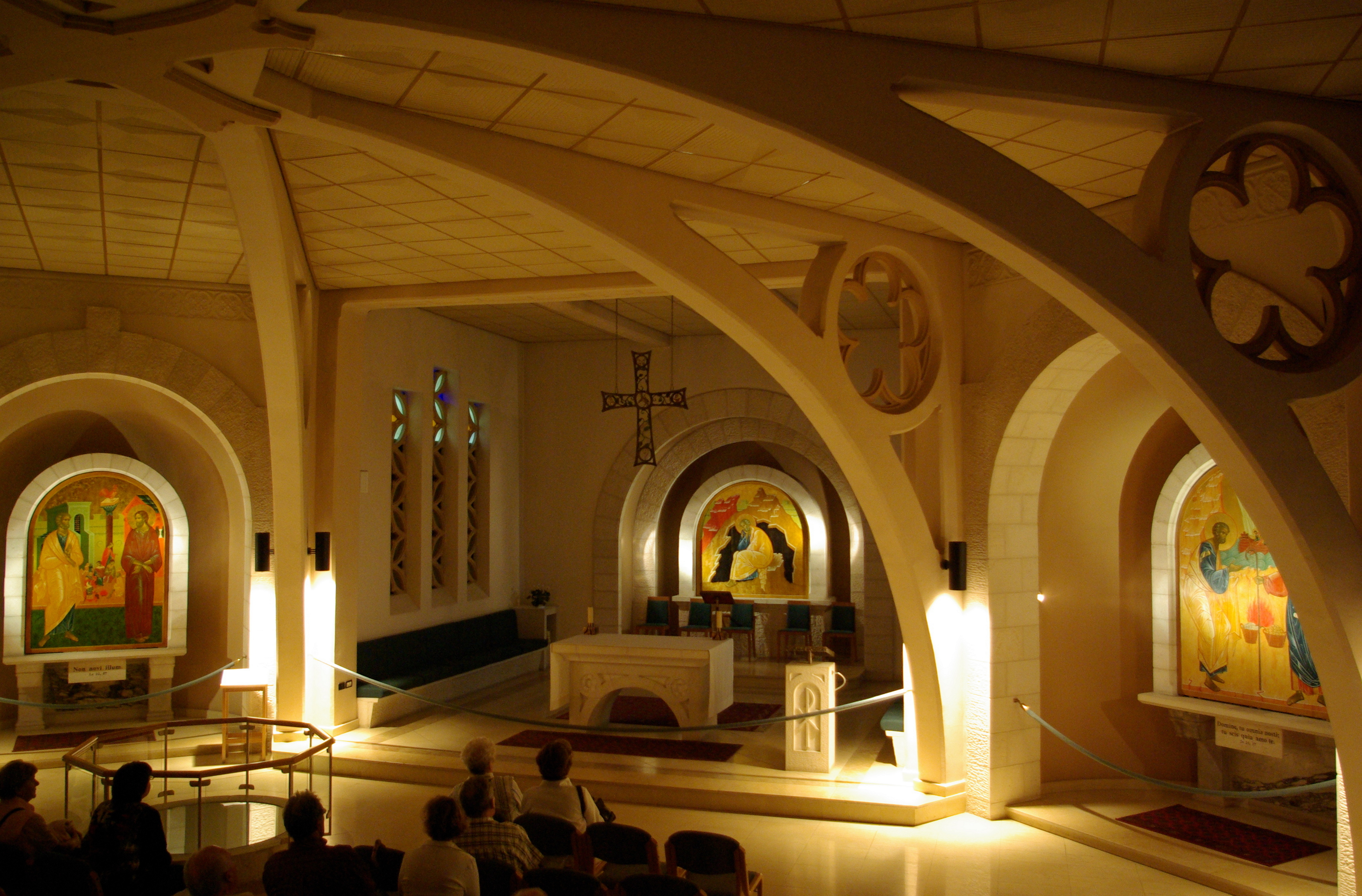
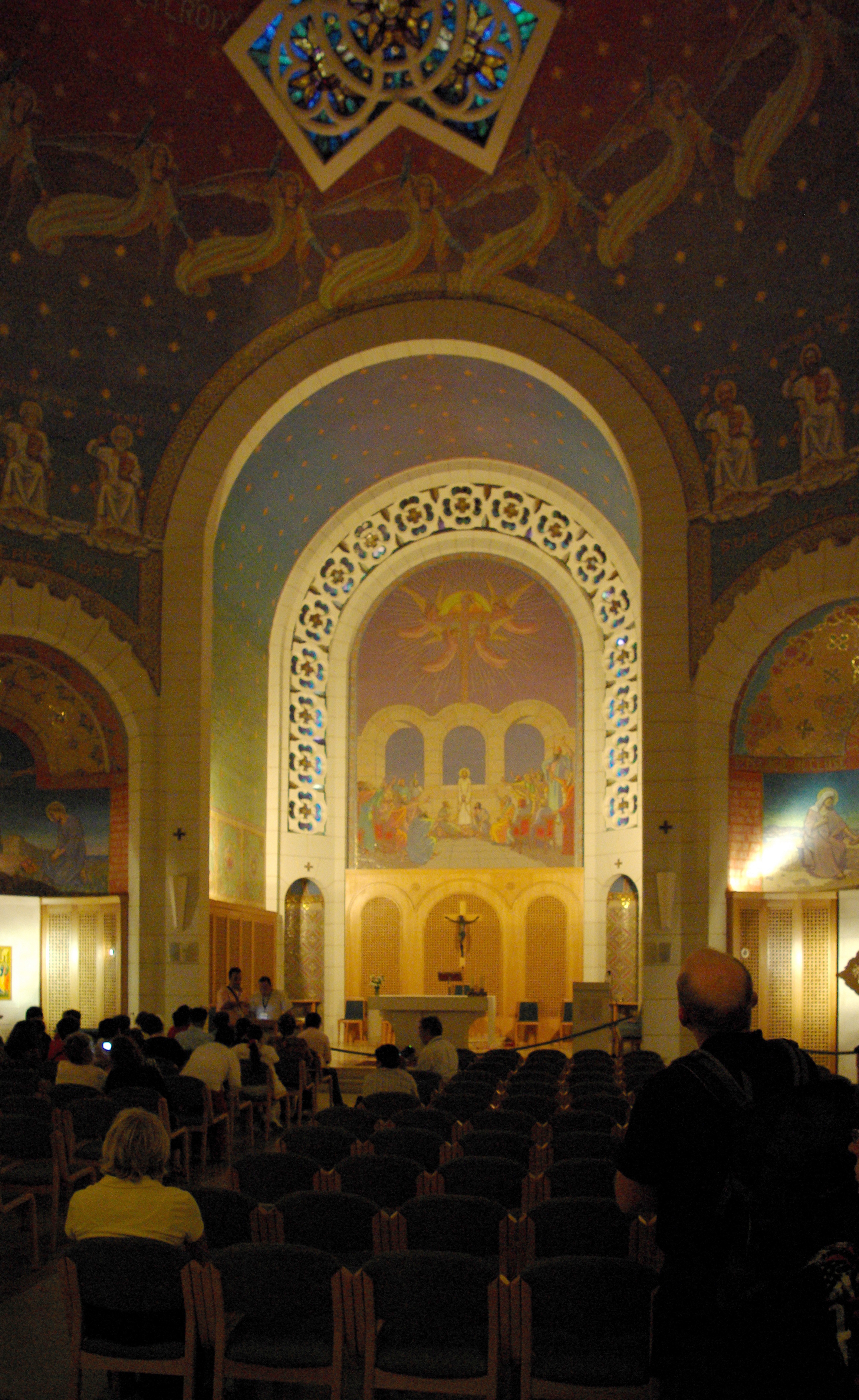
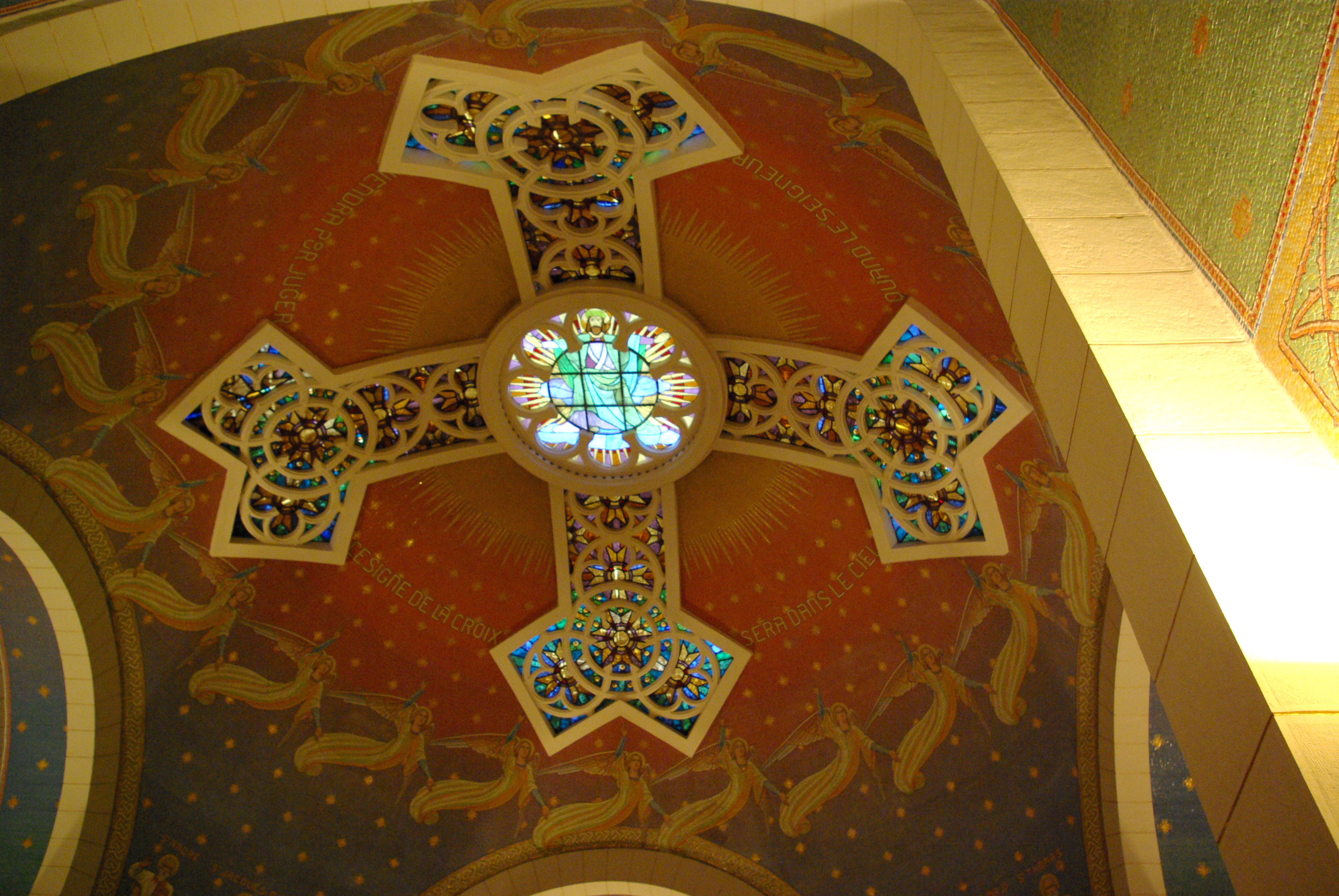
Вікно в куполі
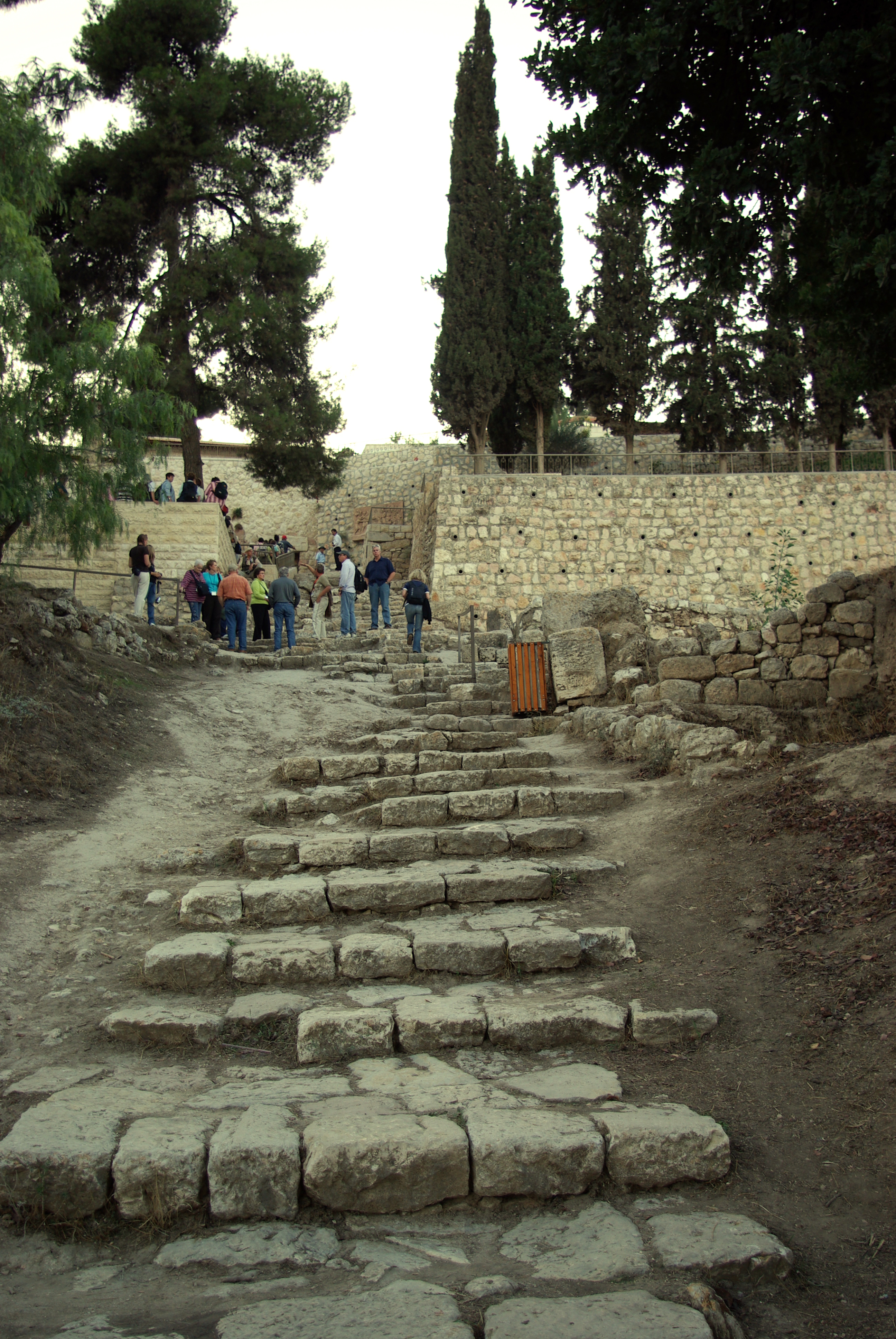
Сходи